# Liste des gares de Midi-Pyrénées
La liste des gares de Midi-Pyrénées, est une liste des gares ferroviaires, haltes ou arrêts, situées dans la région Midi-Pyrénées qui comprend les départements de l'Ariège (09), de l'Aveyron (12), du Gers (32), de la Haute-Garonne (31), du Lot (46), des Hautes-Pyrénées (65), du Tarn (81) et de Tarn-et-Garonne (82).
Liste non exhaustive :

## Gares ferroviaires des lignes du réseau national

### Gares ouvertes au trafic voyageurs
Gares ou haltes, desservies par des trains de grandes lignes ou les TER
- Gare d'Albias
- Gare d'Albi-Madeleine
- Gare d'Albi-Ville
- Gare d'Andorre - L'Hospitalet
- Gare d'Assier
- Gare d'Aubiet
- Gare d'Aubin
- Gare d'Auch
- Gare d'Auterive
- Gare d'Avignonet
- Gare d'Ax-les-Thermes
- Gare de Bagnac
- Gare de Baraqueville - Carcenac-Peyralès
- Gare de Baziège
- Gare de Bétaille
- Gare de Boussens
- Gare de Brax - Léguevin
- Gare de Bretenoux - Biars
- Gare de Buzet - Roquesérière
- Gare de Cahors
- Gare de Campagnac - Saint-Geniez
- Gare de Capdenac
- Gare de Capvern
- Gare de Carbonne
- Gare de Carmaux
- Gare de Castelnau-d'Estrétefonds
- Gare de Castelsarrasin
- Gare de Castres
- Gare de Caussade
- Gare de Cazères
- Gare de Cintegabelle
- Gare de Colomiers
- Gare de Colomiers-Lycée International
- Gare de Cordes - Vindrac
- Gare de Cransac
- Gare de Damiatte - Saint-Paul
- Gare de Dégagnac
- Gare de Dieupentale
- Gare d'Escalquens
- Gare du Fauga
- Gare de Fenouillet - Saint-Alban
- Gare de Figeac
- Gare de Foix
- Gare de Gaillac
- Gare de Gallieni-Cancéropôle
- Gare de Gignac - Cressensac
- Gare de Gimont-Cahuzac
- Gare de Golfech
- Gare de Gourdon
- Gare de Gragnague
- Gare de Gramat
- Gare de Grisolles
- Gare de Labarthe-Inard
- Gare de Labège-Innopole
- Gare de Labège-Village
- Gare de Labruguière
- Gare de Lacourtensourt
- Gare de Laguépie
- Gare de Laissac
- Gare de Lalande-Église
- Gare de Lalbenque - Fontanes
- Gare de Lamagistère
- Gare de Lamativie
- Gare de Lannemezan
- Gare de Lardenne
- Gare de Laval-de-Cère
- Gare de Lavaur
- Gare de La Ville-Dieu
- Gare des Cabannes
- Gare des Cauquillous
- Gare des Quatre-Routes
- Gare des Ramassiers
- Gare de Lestelle
- Gare de Lexos
- Gare de L'Isle-Jourdain (Gers)
- Gare de Lisle-sur-Tarn
- Gare de Longages-Noé
- Gare de Lourdes
- Gare de Loures - Barbazan
- Gare de Luchon
- Gare de Luc-Primaube
- Gare de Luzenac - Garanou
- Gare de Malause
- Gare de Marignac - Saint-Béat
- Gare de Marssac-sur-Tarn
- Gare de Martres-Tolosane
- Gare de Mazamet
- Gare de Mérens-les-Vals
- Gare de Mérenvielle
- Gare de Millau
- Gare de Moissac
- Gare de Montastruc-la-Conseillère
- Gare de Montauban-Ville-Bourbon
- Gare de Montaudran
- Gare de Montbartier
- Gare de Montlaur
- Gare de Montpaon
- Gare de Montrabé
- Gare de Montréjeau - Gourdan-Polignan
- Gare de Muret
- Gare de Najac
- Gare de Naucelle
- Gare de Naussac
- Gare de Nuces
- Gare d'Ossun
- Gare de Pamiers
- Gare de Pibrac
- Gare de Pins-Justaret
- Gare de Pommevic
- Gare de Portet-Saint-Simon
- Gare de Puybrun
- Gare de Rabastens - Couffouleux
- Gare de Réaville
- Gare de Rocamadour - Padirac
- Gare de Rodez
- Gare de Route-de-Launaguet
- Gare de Saléchan - Siradan
- Gare de Salles-Courbatiès
- Gare de Saverdun
- Gare de Sévérac-le-Château
- Gare de Souillac
- Gare de Saint-Martin-du-Touch
- Gare de Saint-Christophe
- Gare de Saint-Denis-près-Martel
- Gare de Saint-Gaudens
- Gare de Saint-Georges-de-Luzençon
- Gare de Saint-Jean-de-Verges
- Gare de Saint-Jory
- Gare de Saint-Martory
- Gare de Saint-Pé-de-Bigorre
- Gare de Saint-Rome-de-Cernon
- Gare de Saint-Sulpice-sur-Tarn
- Gare de Tanus
- Gare de Tarascon-sur-Ariège
- Gare de Tarbes
- Gare de Tessonnières
- Gare de Toulouse-Matabiau
- Gare de Toulouse-Saint-Agne
- Gare de Toulouse-Saint-Cyprien-Arènes
- Gare de Tournay (Hautes-Pyrénées)
- Gare de Tournemire-Roquefort
- Gare de Valence-d'Agen
- Gare de Varilhes
- Gare de Vayrac
- Gare de Venerque - Le Vernet
- Gare du Vernet-d'Ariège
- Gare de Vielmur-sur-Agout
- Gare de Villefranche-de-Lauragais
- Gare de Villefranche-de-Rouergue
- Gare de Villenouvelle
- Gare de Viviez-Decazeville

### Gares fermées au trafic des voyageurs et ouvertes au trafic des marchandises
- Gare de Revel - Sorèze

### Gares fermées au trafic voyageurs: situées sur une ligne en service
- Gare de Beaumont-de-Lomagne
- Gare de Belleperche
- Gare de Floirac
- Gare de Flaujac
- Gare de La Crémade
- Gare de Labastide-de-Lévis
- Gare de Labourgade
- Gare de Larrazet
- Gare de Martres-de-Rivière
- Gare de Monteils
- Gare de Montvalent
- Gare du Pournel
- Gare de Saint-Paul-Saint-Antoine
- Gare de Saint-Félix
- Gare de Saint-Julien-sur-Garonne
- Gare de Sept-Ponts
- Gare de Sérignac
- Gare de Terssac
- Gare de Villeneuve-d'Aveyron

### Gares fermées au trafic voyageurs: situées sur une ligne fermée
- Gare d'Arreau - Cadéac
- Gare de Baladou
- Gare de Blan
- Gare de Campes
- Gare de Cauterets
- Gare de Cordes
- Gare d'Espalion
- Gare de Hèches
- Gare de Lempaut
- Gare de Martel
- Gare de Monestiés
- Gare du Pigeon
- Gare de Saint-Girons
- Gare de Salles
- Gare de Sarrancolin
- Gare de Soual